# 波倫副非鯽
波倫副非鯽，為輻鰭魚綱鱸形目隆頭魚亞目慈鯛科的其中一種，被IUCN列為易危保育類動物，分布於非洲馬達加斯加淡水流域，為特有種，體長可達28公分，棲息在底層水域，生活習性不明，可做為觀賞魚。